# Elasticidade riqueza da demanda
A elasticidade riqueza da demanda, em microeconomia e macroeconomia, é a mudança proporcional no consumo de um bem em relação a uma mudança na riqueza do consumidor (diferente de mudanças na renda pessoal). Medir e explicar a variabilidade dessa elasticidade é um problema contínuo nas finanças comportamentais e na teoria do consumidor.

## Definição
A elasticidade riqueza da quantidade de consumo para algum bem determinará o tamanho da mudança de despesa devido a mudanças inesperadas na riqueza pessoal líquida, ceteris paribus (isto é, o tamanho do chamado efeito riqueza para um determinado bem). É calculado como a razão entre a variação percentual do consumo e a variação percentual da riqueza que a causou.
Isso é análogo à definição do efeito de renda da elasticidade de renda da demanda, ou o efeito de substituição da elasticidade de preço. A medida de "riqueza" é geralmente considerada como sendo uma riqueza pessoal realizável a preços de mercado, líquidos ou não: 
Riqueza = saldos de caixa + títulos do governo + patrimônio imobiliário + ações + outros ativos - dívida
Alguns economistas dizem que os títulos são simplesmente um empréstimo ao governo e que eles não são considerados (no agregado) como parte da riqueza líquida. Geralmente, a mudança de riqueza é medida em termos reais. 
Pode parecer óbvio que um inesperado acréscimo de riqueza levará a um maior consumo e que uma perda fiscal terá o efeito oposto. No entanto, quando as bolsas de valores caíram em abril de 2000 (aniquilando US$ 2,1 trilhões em riqueza nominal dos investidores), o consumo das famílias americanas não caiu substancialmente. 
Alguns pesquisadores tentaram resolver essa dificuldade redefinindo a riqueza como o valor subjacente estável dos ativos, o que não muda com os valores dos ativos, embora isso suscite outras questões de racionalidade do consumidor. 

## Implicações macroeconômicas
A maioria dos pesquisadores calcula o efeito riqueza em termos reais, então uma deflação nos níveis de preços aumentará a riqueza pessoal em média (porque a riqueza total da sociedade é positiva, a diferença entre poupança e dívida são ativos tangíveis, como a terra). O aumento da riqueza real privada pode dar origem a um efeito riqueza do aumento do consumo. O efeito macroeconômico disso no emprego é chamado de efeito Pigou, mas se isso atua ou não como um freio significativo em uma espiral deflacionária é controverso. O raciocínio de Pigou para uma elasticidade de riqueza positiva foi que as pessoas mais ricas se sentem mais seguras no futuro e, portanto, economizam menos com a renda atual. (Assim, a riqueza não é redistribuída pelo efeito.).
A elasticidade tem implicações importantes para a política monetária: os investimentos com rendimento fixo (como um bônus que paga cupons de 5%) aumentarão em valor presente líquido à medida que as taxas de juros caiam. Como a riqueza pessoal dos detentores de títulos de renda fixa (a taxas de mercado) aumentou, isso pode estimular o gasto com um efeito de riqueza. Trabalhando de outra forma, os bancos centrais frequentemente precisam adivinhar a elasticidade da riqueza para as mudanças no preço dos ativos que já ocorreram para ajustar a taxa de juros. Em particular, a medida em que os aumentos dos preços das casas afetam o resto da economia é uma questão crítica. 

## Por que as elasticidades de renda e riqueza são separáveis
Uma suposição ingênua (ou primeira aproximação) ligando as elasticidades riqueza e renda da demanda é: 
- Elasticidade da renda = elasticidade da riqueza × taxa de retorno do investimento.

No entanto, esta abordagem ignora o fato de que as pessoas normalmente tratam renda e capital de forma diferente. (A Economia comportamental hipotetiza diferentes contas mentais para renda e ativos, e aponta para estudos empíricos mostrando que a propensão marginal a consumir renda extra é uma, mas é menor para aumentos inesperados de ativos.) 
Pesquisas econométricas estão em andamento para encontrar bons parâmetros de elasticidade de riqueza, especialmente em áreas como os efeitos da riqueza relacionados ao preço da moradia. No entanto, alguns padrões são amplamente aceitos: 
- A elasticidade da riqueza dos pobres é muito maior que a dos ricos: 
  - Se um pobre ganha na loteria, ele tenderá a gastar uma grande parte do Prêmio dentro de um ano.
  - Se um milionário ganha na loteria, seus padrões de consumo mudam pouco.
- O tamanho do efeito riqueza é baseado na percepção da permanência da mudança na riqueza. 
  - Consumo Intertemporal: Ganhos nominais em carteiras de ações e outros ativos tendem a ter menores efeitos sobre o consumo imediato do que o previsto pela hipótese de renda vitalícia (de média racional de consumo baseada nas expectativas de renda do VPL).
  - A aversão ao risco provavelmente faz com que a elasticidade de riqueza do consumo diminua com a volatilidade dos ativos. (Ou seja, se as pessoas pensam que seus investimentos podem valer muito menos hoje do que amanhã, eles tendem a não consumir o novo capital porque suas curvas de utilidade tendem a ser convexas - eles têm uma preferência por médias.)

### Outras diferenças do efeito renda
Se o tempo de lazer for um bem superior, o efeito de renda será parcialmente cancelado, já que as pessoas trabalharão menos à medida que seu pagamento por hora aumentar. Uma mudança na riqueza líquida não exige trabalho econômico para produzir, e tem um impacto diferente no mercado de trabalho. 